# Athletic Club 1999-2000
La pagina racchiude la rosa dell'Athletic Club nella stagione 1999-00.

## Stagione
- Primera División: 11°
- Copa del Rey: Dopo aver eliminato al primo turno il Melilla (2-2 e 3-2 il doppio risultato), nei sedicesimi di finale l'Athletic viene estromesso dal Rayo Vallecano (0-1 e 0-0 il doppio risultato).

## Rosa
Come da politica societaria la squadra è composta interamente da giocatori nati in una delle sette province di Euskal Herria o cresciuti calcisticamente nel vivaio di società basche.
| N. |                   | Ruolo | Calciatore         |
| -- | ----------------- | ----- | ------------------ |
| 3  | Spagna (bandiera) | D     | Óscar Vales        |
| 4  | Spagna (bandiera) | D     | Rafael Alkorta     |
| 5  | Spagna (bandiera) | D     | Felipe Guréndez    |
| 6  | Spagna (bandiera) | C     | Josu Urrutia       |
| 7  | Spagna (bandiera) | C     | Andoni Imaz        |
| 8  | Spagna (bandiera) | C     | Julen Guerrero     |
| 9  | Spagna (bandiera) | A     | Santiago Ezquerro  |
| 10 | Spagna (bandiera) | D     | Aitor Larrazabal   |
| 11 | Spagna (bandiera) | C     | Jesús María Lacruz |
| 12 | Spagna (bandiera) | D     | Carlos García      |
| 13 | Spagna (bandiera) | P     | Imanol Etxeberria  |
| 14 | Spagna (bandiera) | C     | José Mari          |
| 15 | Spagna (bandiera) | D     | Patxi Ferreira     |
| 16 | Spagna (bandiera) | A     | Sivori             |

| N. |                   | Ruolo | Calciatore         |
| -- | ----------------- | ----- | ------------------ |
| 17 | Spagna (bandiera) | A     | Joseba Etxeberria  |
| 18 | Spagna (bandiera) | D     | Bittor Alkiza      |
| 19 | Spagna (bandiera) | D     | Mikel Lasa         |
| 20 | Spagna (bandiera) | A     | Ismael Urzaiz      |
| 21 | Spagna (bandiera) | D     | Iñigo Larrainzar   |
| 22 | Spagna (bandiera) | C     | Javi González      |
| 23 | Spagna (bandiera) | C     | Eduardo Alonso     |
| 24 | Spagna (bandiera) | D     | Roberto Ríos Patus |
| 26 | Spagna (bandiera) | P     | Iñaki Lafuente     |
| 28 | Spagna (bandiera) | C     | Francisco Yeste    |
| 31 | Spagna (bandiera) | A     | Tiko               |
| 35 | Spagna (bandiera) | A     | David Asensio      |
| 36 | Spagna (bandiera) | A     | David Karanka      |
| 37 | Spagna (bandiera) | D     | Unai Expósito      |

## Statistiche

### Statistiche dei giocatori
| Presenze - 35: J.Etxeberria - 34: Felipe - 33: Urzaiz - 32: Guerrero - 30: Lacruz - 29: Urrutia - 28: Ezquerro - 27: Carlos García, Alkiza - 26: Larrazabal, Im.Etxeberria, - 25: Ferreira - 24: Alkorta - 23: Edu Alonso - 22: Javi González - 17: Tiko - 14: Larrainzar, Lafuente - 13: Imaz, Sívori - 12: José Mari - 6: Ríos, Yeste - 5: Óscar Vales - 3: Lasa - 2: D.Karanka, Expósito - 1: Asensio | Marcatori - 10: J.Etxeberria - 6: Guerrero, Ezquerro - 5: Urzaiz - 4: Larrazabal, Lacruz - 3: Carlos García - 1: Alkorta, José Mari, Ferreira, Larrainzar, Tiko |